# اتفاقية الملك فهد مع المعارضة الشيعية السعودية
إتفاقية الملك فهد مع المعارضة الشيعية السعودية هي إتفاقية و صفقة سياسية تمت في 22 سبتمبر 1993 في مدينة جدة بين الملك فهد من جهة و بين المعارضة الشيعية السعودية في الخارج من جهة أخرى و مثل المعارضة في الاجتماع توفيق السيف وحسن الصفار و إتفقوا مع الملك فهد على عودتهم من المنفى و إيقاف نشاطهم السياسي و مكاتبهم في الخارج مقابل إطلاق سراح المعتقلين السياسيين الشيعة و إعادة جوازات سفرهم و عدم اعتقالهم عند العودة و كانت بداية المفاوضات مع الحكومة السعودية تعود إلى عام 1992 عندما إلتقى بهم عبدالعزيز التويجري في لندن و رتب لهم عثمان العمير مقابلتهم مع الملك فهد لاحقا 